# Dasyhelea peliliouensis
Dasyhelea peliliouensis är en tvåvingeart som beskrevs av Tokunaga 1940. Dasyhelea peliliouensis ingår i släktet Dasyhelea och familjen svidknott. Inga underarter finns listade i Catalogue of Life.